# Quartier de la Madeleine
Quartier de la Madeleine är Paris 31:e administrativa distrikt, beläget i åttonde arrondissementet. Distriktet är uppkallat efter Église de la Madeleine.
Åttonde arrondissementet består även av distrikten Champs-Élysées, Faubourg-du-Roule och Europe.

## Sevärdheter
- Église de la Madeleine
- Place de la Madeleine
- Passage de la Madeleine
- Palais de l'Élysée
- Place Beauvau
- Hôtel de Beauvau
- Rue de la Ville-l'Évêque
- Cité Berryer
- Place des Saussaies
- Square Louis-XVI

## Bilder
| - De fyra administrativa distrikten i Paris åttonde arrondissement. - Palais de l'Élysée. - Place des Saussaies. - Square Louis-XVI. |

## Kommunikationer
- Tunnelbana – linjerna    – Madeleine